# Chesnee
Chesnee és una població dels Estats Units a l'estat de Carolina del Sud. Segons el cens del 2000 tenia 1.003 habitants.

## Demografia
Segons el cens del 2000, Chesnee tenia 1.003 habitants, 396 habitatges i 239 famílies. La densitat de població era de 430,3 habitants/km².
Dels 396 habitatges en un 26,3% hi vivien nens de menys de 18 anys, en un 39,6% hi vivien parelles casades, en un 17,7% dones solteres, i en un 39,4% no eren unitats familiars. En el 35,4% dels habitatges hi vivien persones soles el 13,4% de les quals corresponia a persones de 65 anys o més que vivien soles. El nombre mitjà de persones vivint en cada habitatge era de 2,43 i el nombre mitjà de persones que vivien en cada família era de 3,18.
Per edats la població es repartia de la següent manera: un 25,3% tenia menys de 18 anys, un 9,9% entre 18 i 24, un 26,8% entre 25 i 44, un 22,2% de 45 a 60 i un 15,8% 65 anys o més.
L'edat mediana era de 37 anys. Per cada 100 dones de 18 o més anys hi havia 77,9 homes.
La renda mediana per habitatge era de 25.089 $ i la renda mediana per família de 33.438 $. Els homes tenien una renda mediana de 30.000 $ mentre que les dones 17.500 $. La renda per capita de la població era de 12.993 $. Entorn del 16,5% de les famílies i el 24,3% de la població estaven per davall del llindar de pobresa.

## Poblacions més properes
El següent diagrama mostra les poblacions més properes.